# Sullay Rezső
Sullay Rezső (Alsóludány, 1839. július 17. – Spáca, 1896. március 19.) római katolikus plébános.

## Életútja
A teologiát Esztergomban 1861-ben végezte s azon év november 29-én fölszenteltetett. Káplán volt Rimócson, 1862-ben Óbarson és 1863-ban Nagysúron. 1867. május 2-án spácai (Pozsony megye) plébánossá neveztetett ki. 1869-ben a plébánia épületét és a templomot restauráltatta; az 1873. április 29-iki tűzvész után az épületeket ismételten helyreállíttatta és a hívek adományából új kalváriát létesített; 1877-ben új iskolaházat építtetett.

## Műve
- Az evangelista munkája (II. Tim. 4., 5.) Példákkal fűszerezett dogmatikus egyházi beszédek. Esztergom, 1893-94. Két kötet. (I. k. 1. rész. Karácsonyi ünnepkor. II. k. 1. rész. Pünkösdi ünnepkor. Ism. M. Állam 1893. 284. szám.)